# Krysten Ritter
Krysten Alyce Ritter (Bloomsburg, 16 dicembre 1981) è un'attrice statunitense.
È conosciuta principalmente per aver interpretato Jane Margolis nella serie televisiva Breaking Bad, Chloe nella serie Non fidarti della str**** dell'interno 23, Jessica Jones nelle serie televisive del Marvel Cinematic Universe (Jessica Jones e The Defenders), e la Direttrice Rockwell nel film live-action Sonic 3 - Il film. È inoltre apparsa in ruoli ricorrenti nelle serie televisive Veronica Mars, Una mamma per amica, Til Death - Per tutta la vita e Gravity. Ha recitato in diversi film, tra cui 27 volte in bianco (2008), Notte brava a Las Vegas (2008), I Love Shopping (2009), Lei è troppo per me (2010) e Big Eyes (2014).

## Biografia
Krysten Ritter è nata a Bloomsburg in Pennsylvania ed è cresciuta in una fattoria nei pressi di Shickshinny dove la madre, il patrigno e la sorella vivono tuttora. Suo padre vive nei pressi di Benton e non è in alcun modo imparentata con l'attore John Ritter. All'età di quindici anni è stata notata da un'agente di moda in un centro commerciale. Durante un'intervista del 2009 alla rivista Philadelphia Style dichiarò che all'epoca era "alta, goffa, impacciata e molto molto magra". Mentre frequentava la scuola superiore, si trasferiva a New York nei giorni liberi, iniziando così la sua carriera da modella. Inizialmente firmò un contratto con la Elite Model Management e successivamente con la Wilhelmina Models.
A diciotto anni si trasferì a New York e iniziò ad intraprendere la carriera internazionale come modella. Ha posato per varie riviste e cataloghi e ha sfilato sulle passerelle di New York, Milano, Parigi e Tokyo. Durante questo periodo viveva nel Lower East Side di Manhattan. La sua carriera da modella durò per circa cinque anni.

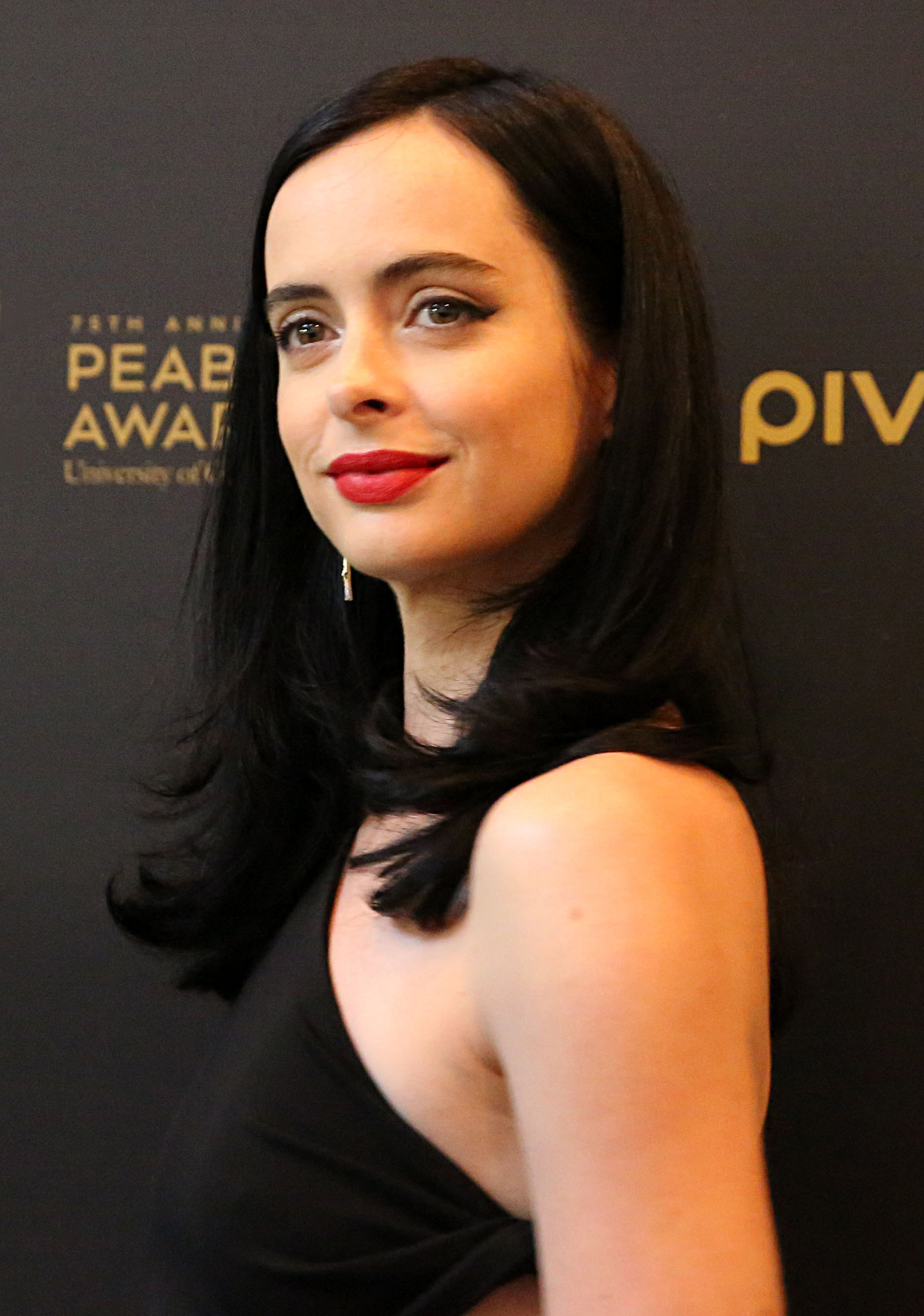
Krysten Ritter nel 2016

La carriera d'attrice di Krysten inizia nel 2001 recitando nel ruolo di una modella nel film Qualcuno come te. È stata avvicinata alla recitazione da Marjorie Ballentine, una acclamata "acting coach". Nel 2003 ha recitato nel ruolo di una studentessa di storia dell'arte nel famoso film Mona Lisa Smile con Julia Roberts.
Tra il 2005 e il 2006, dopo essere apparsa in ruoli minori in alcune serie televisive, recita in otto episodi della seconda stagione della serie televisiva Veronica Mars, nel ruolo di Gia Goodman, la figlia del sindaco Woody Goodman (Steve Guttenberg). Tra il 2006 e il 2007 recita come personaggio ricorrente in due serie televisive: Una mamma per amica e Til Death - Per tutta la vita. Nella prima interpreta in otto episodi Lucy, amica di Rory Gilmore, mentre nella seconda interpreta il ruolo di Allison Stark, figlia di Eddie e Joy Stark (Brad Garrett e Joely Fisher). Nel 2006 ha inoltre recitato nella commedia Off-Broadway All This Intimacy di Rajiv Joseph, messa in atto al Second Stage Theatre.
Nel 2008 ha partecipato in ruoli di supporto nelle commedie romantiche 27 volte in bianco e Notte brava a Las Vegas ed è stata co-protagonista insieme a Jason Behr nel film indipendente The Last International Playboy dove ha interpretato il ruolo della tossicodipendente Ozzy. L'anno seguente è stata co-protagonista nel film I Love Shopping, dove interpreta Suze la migliore amica del personaggio interpretato da Isla Fisher e recita nella webserie Woke Up Dead, accanto a Jon Heder. Sempre nel 2009 entra a far parte del cast della seconda stagione della serie televisiva drammatica della AMC, Breaking Bad nel ruolo di Jane Margolis. Ha interpretato questo ruolo in dieci episodi fino al 2010.
Nel 2010 è entrata a far parte del cast principale della serie televisiva Gravity, insieme a Ivan Sergei, Ving Rhames e Rachel Hunter. Sempre nello stesso anno ha inoltre recitato nel film How to Make Love to a Woman, basato sul best seller dell'attrice pornografica Jenna Jameson. Nel 2011 recita accanto a Ben Barnes nel film indipendente Killing Bono, basato sul libro Killing Bono: I Was Bono's Doppelganger che racconta i primi giorni della band irlandese U2. Le riprese del film diretto da Nick Hamm sono iniziate a Belfast nel gennaio 2010 e si sono successivamente spostate a Londra. Nel film Krysten interpreta la manager di una band irlandese.
Sempre nel 2011 è inoltre apparsa nel film indipendente Così è la vita, con Kate Bosworth e Rachel Bilson, di cui è anche co-sceneggiatrice. La produzione del film, diretto da Kat Coiro, è iniziata a Los Angeles nell'ottobre 2010. Il 18 giugno 2011 il film è stato presentato al Los Angeles Film Festival.
Nel 2012 è protagonista insieme a Alicia Silverstone nella commedia romantica Vamps, scritta e diretta da Amy Heckerling. Nel film recita nel ruolo di una ragazza vampirizzata da una regina vampira interpretata da Sigourney Weaver. Le riprese del film sono iniziate nell'agosto 2010 a Detroit e sono finite nel 2011. Sempre nello stesso anno è protagonista insieme a Dreama Walker della serie televisiva della ABC Non fidarti della str**** dell'interno 23, in onda a partire dall'11 aprile 2012. Dopo la messa in onda di due stagioni, il 23 gennaio 2013 la serie è stata infine cancellata a causa dei bassi ascolti ottenuti.
Il 14 giugno 2013 entra a far parte del cast del film tratto dalla serie televisiva Veronica Mars, in cui torna a interpretare il personaggio di Gia Goodman. Il 4 dicembre 2014 viene scelta per interpretare la supereroina Jessica Jones nell'omonima serie televisiva del Marvel Cinematic Universe, prodotta dalla Marvel Television e in onda dal 2015 su Netflix. Nel 2017 l'attrice è poi tornata a vestire i panni di Jessica Jones nella miniserie televisiva crossover The Defenders, accanto ai supereroi Daredevil, Iron Fist e Luke Cage.

## Vita privata
Dal 2014 al 2021 ha avuto una relazione con il cantante Adam Granduciel dei The War on Drugs. La coppia ha un figlio, nato il 29 luglio 2019.

## Filmografia

### Attrice

#### Cinema
- Qualcuno come te (Someone Like You...), regia di Tony Goldwyn (2001) – non accreditata
- Garmento, regia di Michele Maher (2002)
- The Look, regia di David Sigal (2003)
- Mona Lisa Smile, regia di Mike Newell (2003)
- Slingshot, regia di Jay Alaimo (2005)
- Lui, lei e Babydog (Heavy Petting), regia di Marcel Sarmiento (2007)
- The Last International Playboy (Frost), regia di Steve Clark (2008)
- 27 volte in bianco (27 Dresses), regia di Anne Fletcher (2008)
- Notte brava a Las Vegas (What Happens in Vegas), regia di Tom Vaughan (2008)
- Glock, regia di Tom Everett Scott – cortometraggio (2009)
- I Love Shopping (Confessions of a Shopaholic), regia di P. J. Hogan (2009)
- Lei è troppo per me (She's Out of My League), regia di Jim Field Smith (2010)
- How to Make Love to a Woman, regia di Scott Culve (2010)
- Killing Bono, regia di Nick Hamm (2011)
- Così è la vita (Life Happens), regia di Kat Coiro (2011)
- Margaret, regia di Kenneth Lonergan (2011)
- BuzzKill, regia di Steven Kampmann (2012)
- Vamps, regia di Amy Heckerling (2012)
- Refuge, regia di Jessica Goldberg (2012)
- Veronica Mars - Il film (Veronica Mars), regia di Rob Thomas (2014)
- Big Eyes, regia di Tim Burton (2014)
- Listen Up Philip, regia di Alex Ross Perry (2014)
- Search Party, regia di Scot Armstrong (2014)
- The Hero - Una vita da eroe (The Hero), regia di Brett Haley (2017)
- El Camino - Il film di Breaking Bad (El Camino: A Breaking Bad Movie), regia di Vince Gilligan (2019)
- Nightbooks - Racconti di paura (Nightbooks), regia di David Yarovesky (2021)
- Sonic 3 - Il film (Sonic the Hedgehog 3), regia di Jeff Fowler (2024)

#### Televisione
- Freshening Up, regia di Jim Mol – cortometraggio (2002)
- Whoopi – serie TV, episodio 1x19 (2004)
- Law & Order - I due volti della giustizia (Law & Order) – serie TV, episodio 14x20 (2004)
- Tanner on Tanner – serie TV, episodi 1x01-1x04 (2004)
- Una vita da vivere (One Life to Live) – serial TV, puntata 9145 (2004)
- Pool Guys, regia di Andy Cadiff – episodio pilota scartato (2005)
- Jonny Zero – serie TV, episodio 1x01 (2005)
- Veronica Mars – serie TV, 8 episodi (2005-2006)
- Inseparable, regia di Pamela Fryman – episodio pilota scartato (2006)
- The Bedford Diaries – serie TV, episodi 1x03-1x04 (2006)
- Justice - Nel nome della legge (Justice) – serie TV, episodio 1x12 (2006)
- Una mamma per amica (Gilmore Girls) – serie TV, 8 episodi (2006-2007)
- Til Death - Per tutta la vita (Til Death) – serie TV, 5 episodi (2006-2007)
- The Rich Inner Life of Penelope Cloud, regia di Jeff Greenstein – episodio pilota scartato (2007)
- Big Day – serie TV, episodio 1x12 (2007)
- Gossip Girl – serie TV, episodio 2x24 (2009)
- Woke Up Dead – serie web, 22 episodi (2009)
- Breaking Bad – serie TV, 9 episodi (2009-2010)
- Gravity – serie TV, 10 episodi (2010)
- Love Bites – serie TV, episodio 1x01 (2011)
- Non fidarti della str**** dell'interno 23 (Don't Trust the B---- in Apartment 23) – serie TV, 26 episodi (2012-2013)
- Assistance, regia di Leslye Headland – episodio pilota scartato (2013)
- The Blacklist – serie TV, episodio 2x01 (2014)
- Jessica Jones – serie TV, 39 episodi (2015-2019)
- The Defenders – miniserie TV, 8 puntate (2017)
- Love & Death, regia di Lesli Linka Glatter e Clark Johnson – miniserie TV, 7 puntate (2023)
- Dexter: Resurrection – serie TV (2025)
- Daredevil - Rinascita (Daredevil: Born Again) – serie TV (2026)

### Doppiatrice
- Robot Chicken – serie animata, episodio 6x20 (2013)
- The Cleveland Show – serie animata, episodio 4x15 (2013)
- I Simpson (The Simpsons) – serie animata, episodio 33x21 (2022)

## Discografia

### EP
- Ex Vivian (2012)

## Doppiatrici italiane
Nelle versioni in italiano delle opere in cui ha recitato, Krysten Ritter è stata doppiata da:
- Ilaria Latini in Justice, Una mamma per amica, I Love Shopping, Così è la vita, Non fidarti della str**** dell'interno 23, Veronica Mars - Il film, Dexter: Resurrection
- Perla Liberatori in 27 volte in bianco, Breaking Bad, El Camino - Il film di Breaking Bad
- Domitilla D'Amico in Notte brava a Las Vegas, Lei è troppo per me, Big Eyes
- Giuppy Izzo in Jessica Jones, The Defenders
- Tatiana Dessi in Law & Order - I due volti della giustizia
- Monica Vulcano in Til Death - Per tutta la vita
- Angela Brusa in The Last International Playboy
- Valentina Favazza in The Blacklist
- Ludovica De Caro in The Hero - Una vita da eroe
- Ughetta d'Onorascenzo in Love & Death
- Eleonora Reti in Nightbooks - Racconti di paura
- Antilena Nicolizas in Sonic 3 - Il film